# Sverker Karlsson den ældre
Sverker Karlsson den Ældre (død 25. december 1156) var konge af Östergötland og Svealand. Han kaldes for den Ældre’ for at adskille ham fra sønnesønnen Sverker Karlsson den yngre. Han blev konge af Sverige omkring 1130 og erobrede Västergötland fra dets danske tronprætendent Magnus den Stærke (søn af kong Niels). Han regerede i 26 år, men til trods for det er det kun lidt, vi ved om ham. Han bidrog til, at klostrene Alvastra, Nydala og Varnhem blev grundlagt.

## Biografi
Der er mange usikre informationer om Sverker den Ældre. I henhold til Vestgötalovens kongeliste fra omkring 1240, hed hans far «Cornube» og var fra Östergötland. Flere mere eller mindre løse informationer om farens navn som «Kol» cirkulerer i den historiske litteratur. Et rent mytisk indslag er for eksempel, at faren skulle have været Erik Årsæl. En russisk krønike nævner, at han foretog et mislykket korstog i øst.
Sverker den Ældre har givet navn til Sverkerslægten. Han blev først anerkendt som konge af Östergötland og derefter som konge af Sverige fra ca 1130 til 1156. 
Han var først gift med Ulvhild Håkonsdatter fra Norge, som var en viljestærk enke efter Inge den yngre. Giftermålet med Ulvhild skabte stærke bånd mellem Sverker og Norge, og desuden knyttede han sig til Inge den Yngres slægt. Derefter giftede han sig med Rikissa af Polen, tidligere gift med den danske Magnus den Stærke, og med dette giftermål blev han accepteret som konge også i Västergötland.
I 1150'erne skal Sverker være kommet i krig med Danmark. Til alt held for Sverker magtede smålændingene at slå angrebet fra kong Svend Grathe tilbage, og derefter vende konflikten i en sådan grad, at han fik den danske tronprætendent Knud Magnusson (Knud 5.) indsat som konge i Danmark 1154. To år efter blev kong Knud i 1156 gift med en af hans døtre med Rikissa.
Sverker den Ældre skal være blevet dræbt af sine egne hirdmænd på vej til julefest i Västra Tollstads kirke i 1156. Mordet blev betragtet som en særdeles chokerende begivenhed, selv i middelalderen. Han blev begravet i Alvastra. Den, som stod bag mordet, var muligvis den danske prins og tronprætendent Magnus Henriksson.